# Har Netofa
Har Netofa (hebrejsky: הר נטופה) je vrch v horském pásu Harej Jatvat o nadmořské výšce 526 metrů v severním Izraeli, v Dolní Galileji.
Nachází se cca 2 kilometry jižně od města Dejr Channa. Má podobu částečně zalesněného kopce, jehož vrcholová partie je ale stavebně využita a stojí na ní vesnice Hararit. Na jižní straně terén prudce spadá do údolí Bejt Netofa, přičemž výškový rozdíl mezi jeho dnem a vrcholkem hory přesahuje 350 metrů. Výrazné je i klesání východních úbočí hory, směrem k vádí Nachal Calmon. Ve svahu se zde nachází i pramen Ajn al-Nachla (עין א-נחלה). Na západní straně hory začíná Vádí al-Chasin a za ním sousední hora Har Avtalijon. Severní svahy pozvolna klesají k městu Dejr Channa. Na východním okraji vrcholové plošiny byla v roce 1965 knězem Jakobem Wilbrandem z Nizozemska zřízena poustevna, dnes malý klášter. Jeho vznik byl inspirován příběhy věznění v koncentračním táboře a utrpení Židů během holokaustu, které Jakob Wilbrand slýchal od svého strýce. Rozhodl se pak zde zbudovat místo pro meditaci.